# 水南街道 (上饶市)
水南街道，是中华人民共和国江西省上饶市信州区下辖的一个乡镇级行政单位。

## 行政区划
水南街道下辖以下地区：
上滩头社区、劳动路社区、文通巷社区、丰溪路社区、豆芽巷社区、水南社区、下滩头社区、书院路社区、金山社区、滩头社区、刘家坞社区和东瓦窑村。